# Irai
Irai és un municipi francès situat al departament de l'Orne i a la regió de Normandia. L'any 2007 tenia 535 habitants.

## Demografia

### Població
El 2007 la població de fet d'Irai era de 535 persones. Hi havia 204 famílies de les quals 48 eren unipersonals (24 homes vivint sols i 24 dones vivint soles), 76 parelles sense fills, 72 parelles amb fills i 8 famílies monoparentals amb fills.
La població ha evolucionat segons el següent gràfic:
Habitants censats

### Habitatges
El 2007 hi havia 277 habitatges, 211 eren l'habitatge principal de la família, 62 eren segones residències i 4 estaven desocupats. 268 eren cases i 5 eren apartaments. Dels 211 habitatges principals, 152 estaven ocupats pels seus propietaris, 56 estaven llogats i ocupats pels llogaters i 3 estaven cedits a títol gratuït; 1 tenia una cambra, 10 en tenien dues, 50 en tenien tres, 52 en tenien quatre i 98 en tenien cinc o més. 185 habitatges disposaven pel capbaix d'una plaça de pàrquing. A 97 habitatges hi havia un automòbil i a 101 n'hi havia dos o més.

### Piràmide de població
La piràmide de població per edats i sexe el 2009 era:
| Homes | Edats   | Dones |
| ----- | ------- | ----- |
| 0     | 95 o +  | 0     |
| 0     | 90 a 94 | 4     |
| 0     | 85 a 89 | 4     |
| 4     | 80 a 84 | 0     |
| 8     | 75 a 79 | 12    |
| 8     | 70 a 74 | 8     |
| 12    | 65 a 69 | 12    |
| 20    | 60 a 64 | 16    |
| 20    | 55 a 59 | 12    |
| 12    | 50 a 54 | 4     |
| 0     | 45 a 49 | 8     |
| 24    | 40 a 44 | 16    |
| 8     | 35 a 39 | 16    |
| 28    | 30 a 34 | 16    |
| 4     | 25 a 29 | 16    |
| 16    | 20 a 24 | 12    |
| 4     | 15 a 19 | 24    |
| 4     | 10 a 14 | 32    |
| 12    | 5 a 9   | 16    |
| 12    | 0 a 4   | 8     |

## Economia
El 2007 la població en edat de treballar era de 343 persones, 249 eren actives i 94 eren inactives. De les 249 persones actives 218 estaven ocupades (119 homes i 99 dones) i 31 estaven aturades (8 homes i 23 dones). De les 94 persones inactives 31 estaven jubilades, 36 estaven estudiant i 27 estaven classificades com a «altres inactius».

### Ingressos
El 2009 a Irai hi havia 212 unitats fiscals que integraven 553 persones, la mediana anual d'ingressos fiscals per persona era de 16.955 €.

### Activitats econòmiques
Dels 17 establiments que hi havia el 2007, 1 era d'una empresa extractiva, 1 d'una empresa alimentària, 1 d'una empresa de fabricació d'altres productes industrials, 3 d'empreses de construcció, 3 d'empreses de comerç i reparació d'automòbils, 1 d'una empresa de transport, 1 d'una empresa d'hostatgeria i restauració, 2 d'empreses d'informació i comunicació, 2 d'empreses immobiliàries i 2 d'empreses de serveis.
Dels 3 establiments de servei als particulars que hi havia el 2009, 1 era un paleta, 1 lampisteria i 1 agència immobiliària.
L'únic establiment comercial que hi havia el 2009 era una carnisseria.
L'any 2000 a Irai hi havia 14 explotacions agrícoles que ocupaven un total de 1.200 hectàrees.

## Equipaments sanitaris i escolars
El 2009 hi havia una escola elemental integrada dins d'un grup escolar amb les comunes properes formant una escola dispersa.

## Poblacions més properes
El següent diagrama mostra les poblacions més properes.